# Toya Montoya
Pour les articles homonymes, voir Montoya.
 (juillet 2014).
María Victoria Montoya Maya, mieux connue sous le nom de Toya Montoya ou Tomasa Montoya (née le 3 décembre 1984 à Santa Marta), est un modèle et animatrice de télévision colombienne, principalement connue dans le milieu du mannequinat, et pour avoir présenté l'émission de téléréalité La Isla de los Famosos.

## Biographie
María Victoria Montoya Maya est née le 3 décembre 1984, dans la ville côtière de Santa Marta, en Colombie. Surnommée La Toya par sa mère, elle s'intéresse aux jeux et aux sports de plage. Finalement, elle se passionne pour le ski nautique, qu'elle pratique depuis l'âge de huit ans. Durant sa jeunesse, elle participe régulièrement à des défilés à son école, le Colegio Bilingüe de Santa Marta. À 16 ans, elle fait sa première apparition dans un catalogue de mode, vêtue de vêtements de son ami et couturier Hernán Zajar. Par la suite diplômée de l'école secondaire, elle s'inscrit à l'Université Jorge Tadeo Lozano. En 2006, elle est couronnée reine des Fiestas del Mar.
Elle devient, en 2007, participante à l'émission de téléréalité La Isla de los Famosos. Elle devait incarner la personnalité d'une fille « guerrière », femme de chambre à la plage. Elle accepte ensuite de poser nue pour le magazine SoHo, en 2009,. Sa notoriété à la télévision se consolide lorsqu'elle anime La Isla de los Famosos.

## Filmographie
- 2013 : The Amazing Race Latinoamérica 2011 - présentatrice
- 2012 : Vivamos The Night - coprésentatrice
- 2011 : The Amazing Race Latinoamérica 2011 - participante
- 2010 : Desafío 2010 : La lucha de las regiones, el brazalete dorado - présentatrice
- 2007 : La Isla de los Famosos : Una aventura maya - participante[4]